# هويلز
هويلز هي محافظة في مقاطعة إيفلين في منطقة إيل دو فرانس في شمال وسط فرنسا. وتعد إحدى ضواحي باريس الشمالية الغربية. تقع 14.2 كيلومتر (8.8 ميل) من وسط باريس.

## التاريخ
كان يقع مقر قيادة قوة الغواصات للصواريخ البالستية التابعة للبحرية الفرنسية في هويلز حتى عام 2000م.
توفي فيكتور شولشر، الكاتب الفرنسي المناصر لإلغاء العبودية أو الرق في القرن التاسع عشر.
إضافة إلى ان المتحدث الرئيس لمجموعة من باريس عملوا أيضًا من أجل إلغاءه.
تم الغاء الرق أو العبودية في هويلز في 25 ديسمبر 1893.
سميت إحدى روضات الأطفال وشُيّد تمثالاً وسُمي شارعًا بإسمه.
يقع المنزل الذي توفي فيه عام 1893 في 26 شارع شولشر. تملكت بلدية هويلز على المنزل في عام 2011.

## المواصلات
تُخدم هويلز من قبل محطة هويلز-كايرييريس-سور-سين في باريس؛ الخط الرئيسي، وسكة حديد ضاحية ترانزيلين باريس-ساينت-لازير.

## تعليم
يوجد في هويلز خمس عشرة مدرسة تمهيدية وابتدائية وثلاث مدارس ثانوية.
- كلية ألفونس دي لامارتين
- كلية جاي دو موباسان
- كلية سانت تيريز

المدارس الثانوية القريبة / كليات الصف السادس المجاورة
- ليسي ليس-بييريس-فيفاس
- ليسيه جول فيرن (سارتروفيل)
- ليسيه إيفاريست غالوا (سارتروفيل)

## علاقات دولية
تم توأمة هويل مع التالي:
- سيلوريكو دي باستو، البرتغال
- تشيشام، إنجلترا، المملكة المتحدة
- فريدريشسدورف، ألمانيا
- شولدر، مارتينك، فرنسا